# Kettenberg (Weimar)

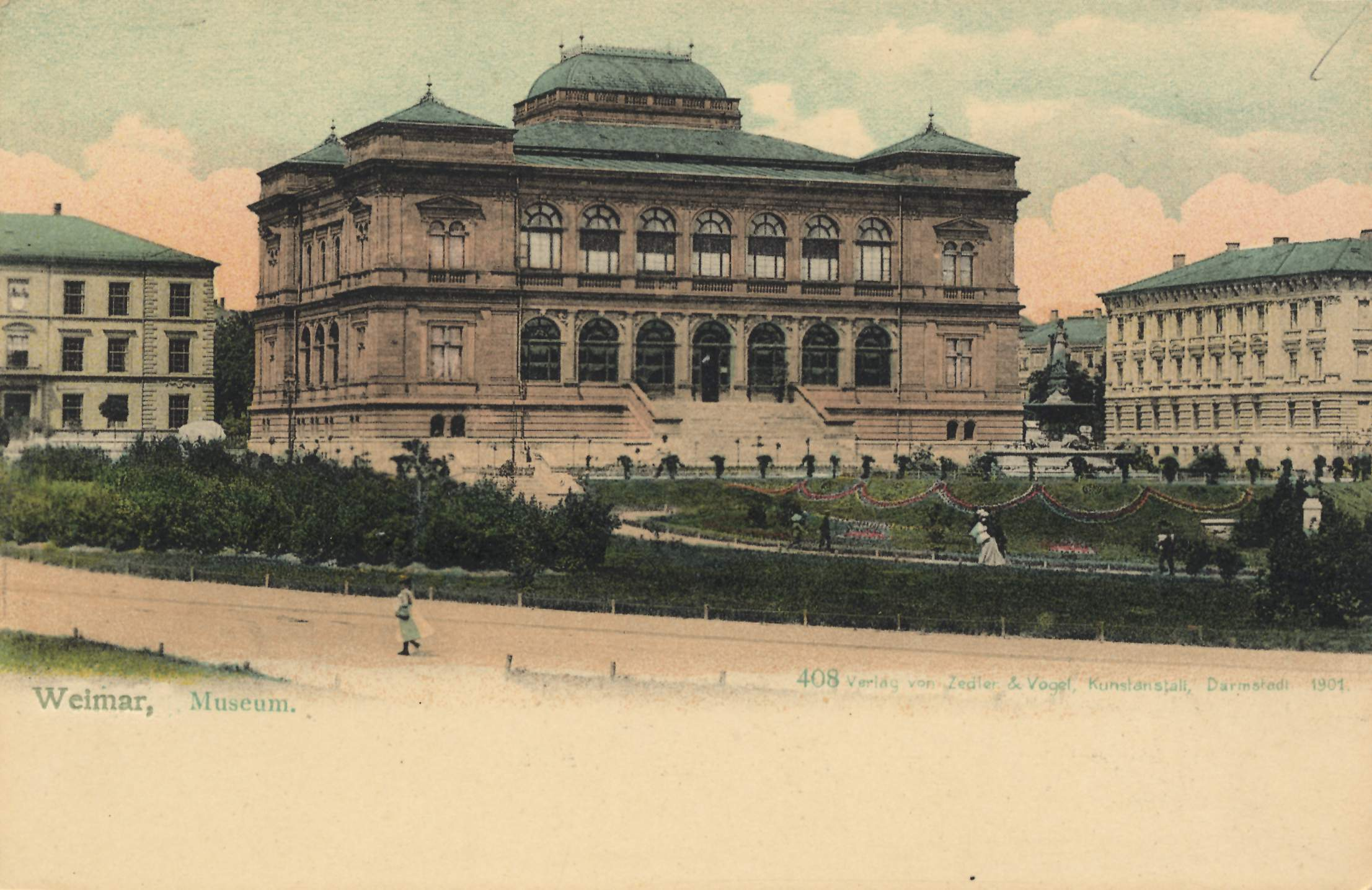
Vimaria-Brunnen

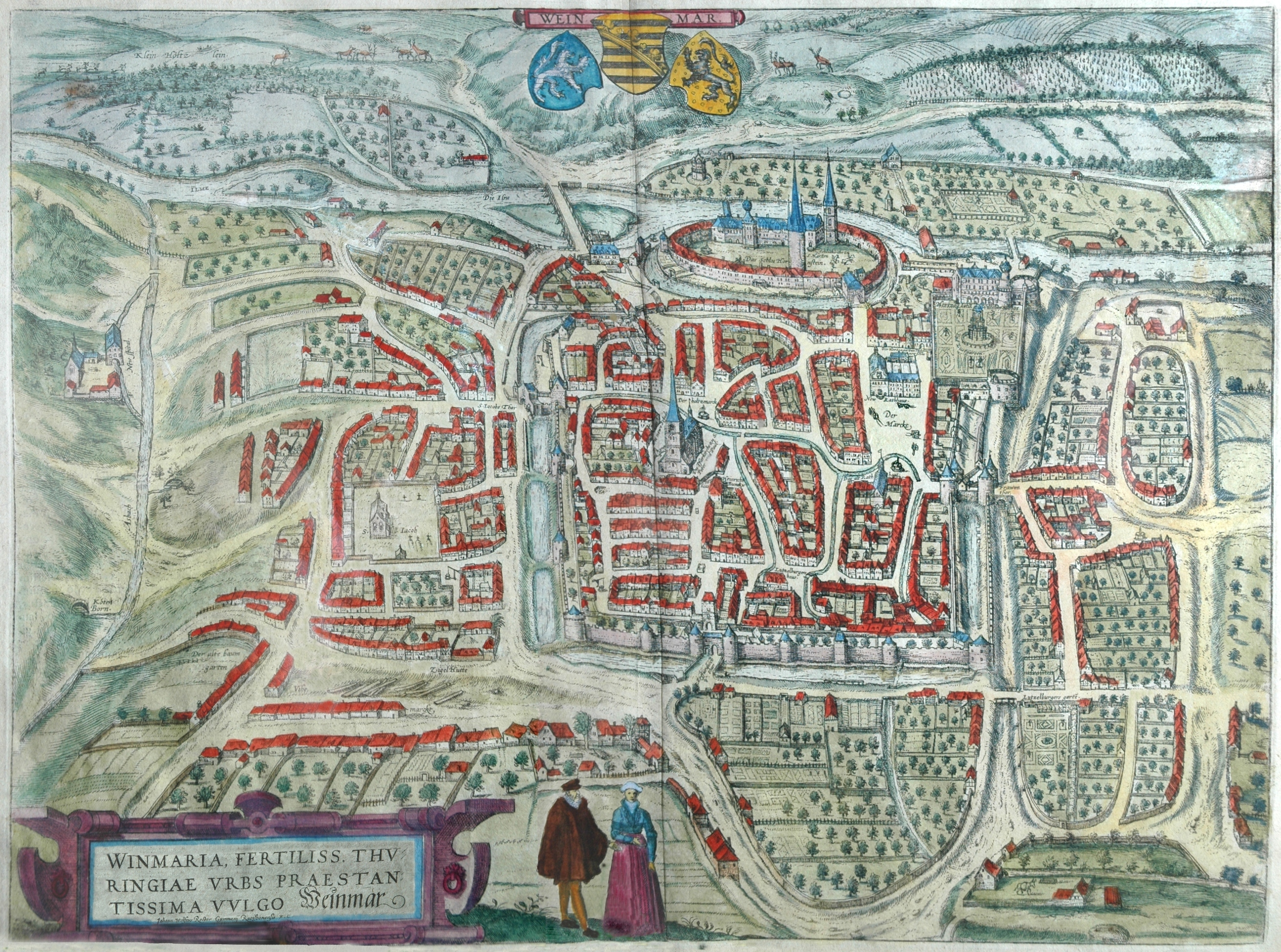
Stadtplan von Johannes Wolf 1569

Der Kettenberg war eine vom Asbach zur Jakobsvorstadt reichende Geländeerhebung in Weimar, die durch die Nationalsozialisten für den Bau des Gauforums 1936 beseitigt wurde. Damit verschwanden auch mehrere Straßenzüge ganz oder zumindest teilweise. Die Gabelung Am Viadukt/Breitenstraße (heute Friedensstraße) wechselte gänzlich ihr Gesicht. Das Vier-Giebel-Haus verschwand. Auch der Vimaria-Brunnen ist hierbei mit zu erwähnen, der das gleiche Schicksal fand.

## Geschichte
Der Flurname Kettenberg ist seit 1428 nachweisbar. Es taucht allerdings auch hierfür die Bezeichnung Ketenborn, Kettenborn bzw. Kotenborn (1487), Kötenborn (1601) auf. 1557 gibt es die Bezeichnung am Kottenberge. Weitere abgewandelte Benennungen sind zu finden wie Köttenborn. Die oft genannte Endung born deutet auf eine Quelle oder einen Brunnen hin. In der Tat wurde die dortige Quelle im Asbachtal 1936 verrohrt. Diese befand sich auf der Gegenseite des Kettenbergs. Eine Darstellung dessen gibt es auf dem von Johannes Wolf (um 1524–1602) gezeichneten Stadtplan von 1569/70 und den davon abgenommenen Kupferstich von 1582, die sich in Thüringischen Hauptstaatsarchiv Weimar befinden. Vormals war das Ende offen überwölbt wie eine Brunnenstube. Auf dem von Wolf gezeichneten Stadtplan ist das deutlich zu sehen.
siehe: auch
- Pfaffenberg (Weimar)
- Lindenberg (Weimar)
- Sperlingsberg (Weimar)